# Hokus pokus (film)
Hokus pokus (originaltitel: Bell Book and Candle) är en amerikansk romantisk komedi från 1958 med James Stewart och Kim Novak. Filmen är regisserad av Richard Quine.

## Handling
Gillian Holroyd (Kim Novak) är en modern häxa, som en dag blir intresserad av en man i hennes hyreshus. Mannen, Shep Henderson (James Stewart), en bokförläggare, verkar dessutom vara på väg att gifta sig med en av Gillians gamla ovänner och därför blandar Gillian in magi för att få sin vilja igenom.

## Om filmen
Nominerad för två Oscars: bästa scenografi och bästa kostym.
Detta var sista filmen där Stewart spelade den romantiska huvudrollen, han började helt enkelt bli för gammal.

## Rollista (i urval)
- James Stewart
- Kim Novak
- Jack Lemmon
- Ernie Kovacs
- Hermione Gingold
- Elsa Lanchester
- Janice Rule